# Dariusz Gęsior
Dariusz Jan Gęsior, né le 9 octobre 1969 à Chorzów, est un footballeur polonais. Il occupait le poste de milieu de terrain.

## Biographie

### Plus de dix ans au plus haut niveau
Dariusz Gęsior commence sa carrière au Ruch Chorzów en 1987. Dès sa deuxième saison au club, il devient champion national. Il s'impose rapidement dans l'entre-jeu du Niebiescy, et se fait remarquer par l'entraîneur national. Il est appelé par Janusz Wójcik pour les Jeux olympiques de 1992 en Espagne. Sur six rencontres, il en dispute cinq, dont la demie contre l'Australie et la finale face aux Espagnols. Malheureusement pour lui, son équipe s'incline trois buts à deux, après un but de Kiko à quelques secondes de la fin. En dix années, il joue cent soixante-dix-huit matches de championnat, mais aussi une vingtaine en sélection.
À l'hiver 1997, il rejoint le Widzew Łódź, autre équipe importante dans le paysage footballistique polonais. Six mois plus tard, il gagne pour la deuxième fois de sa carrière le championnat. Toujours titulaire, il joue une trentaine de matches par saison.

### Fin de carrière
En 2000, Gęsior quitte Łódź pour le Pogoń Szczecin. Il y reste jusqu'au mois d'octobre 2001, avant de partir à l'Amica Wronki. Une saison et demie plus tard, le Polonais rejoint le Wisła Płock, puis finit sa carrière au Dyskobolia de 2006 à 2007.

## Palmarès

### Collectif
- Champion de Pologne : 1989, 1997
- Finaliste de la Supercoupe de Pologne : 1989, 1996
- Deuxième des Jeux olympiques : 1992
- Finaliste de la Coupe de Pologne : 1993, 2002
- Vainqueur de la Coupe de Pologne : 1996, 2006, 2007
- Vainqueur de la Coupe de la Ligue : 2007

### Distinctions personnelles
- Révélation polonaise de l'année : 1989